# Šabac
Šabac (izvirno srbsko Шабац) je mesto v Srbiji z okoli 55.000 prebivalci. Je središče istoimenske občine in Mačvanskega upravnega okraja ter Šabske pravoslavne eparhije.
Šabac, ki leži v zahodni Srbiji, na bregu reke Save, se je razvil iz srednjeveške utrdbe. Mesto je kulturno in administrativno središče Mačvanskega okrožja.

## Zgodovina
Prve naselbine na današnjem območju Šabca so se pojavile v srednjem veku. Dokument iz leta 1454 omenja mesto imenovano Zaslon. Bil je del srbske države, dokler država ni propadla zaradi Osmanskega cesarstva in od takrat naprej je bila pod Osmanskem cesarstvom. Leta 1470 so Turki zgradili prvi grad v  mestu z imenom Bejerdelen (prevod: »tisti, ki udari iz strani«). Kasneje so grad zavzeli Avstrijci. Mejno mesto je bilo tudi pomembno mesto za trgovino.
Za sedanje ime, Šabac, se ne ve točno, iz kje izhaja, vendar predvidevajo, da izhaja iz besede Sava. Šabac je dobil pomembno mesto v srbski zgodovini v prvi srbski vstaji. Leta 1806 je Karađorđe Petrović vodil srbske upornike v ene od prvih zmag proti turški vojski v bližini vasi Mišar blizu Šabca. Družina Obrenović je pustila pečat na mestu kot stalno prebivališče presvetljenega Jevrema Obrenovića, ki je bil brat princa Miloša Obrenovića, kateri je moderniziral in urbaniziral mesto po drugi srbski vstaji. Med letoma 1820 in 1840 so v Šabcu zgradili prvo bolnišnico, lekarno, gimnazijo, telovadnico, gledališče in glasbeno šolo.
Mesto je bilo osvobojeno Osmanskega cesarstva leta 1867. Prvi časopis je bil v Šabcu natisnjen leta 1883 in mesto je bilo tudi prvo v Srbiji, kjer so lahko ženske obiskovale kavarne. Obiskovale so jih ob nedeljah popoldne, kot je bilo po navadi za moške drugje po svetu. Mesto je bilo v razcvetu do prve svetovne vojne, takrat je bilo mesto nekajkrat uničeno in število prebivalcev se je kar prepolovilo (14.000 na 7000). Prvo svetovno vojno so si zapomnili tudi po bitki na bližnji gori Cer, kjer je srbska vojska pod vodstvom generala Stepa Stepanović premagala Avstro-Ogrsko vojsko avgusta leta 1914.
In po tem je nastopil čas Jugoslavije. Kemijska tovarna »Zorka« je bila odprta v Šabcu leta 1938, ki je bila označena kot za pokazatelje razvoja mesta. Vendar je bil ta napredek prekinjen z drugo svetovno vojno in okupacijo nacistične Nemčije. Med drugo svetovno vojno so tukaj ustanovili koncentracijsko taborišče, v katerega so poslali 5,000 prebivalcev Šabca in 20.000 iz drugih krajev; končna škoda je bila 7000 mrtvih. Mesto so dokončno osvobodili partizani leta 1944.
Po drugi svetovni vojni je Šabac postal moderno industrijsko mesto z že prej omenjeno kemijsko tovarno. Leta 1970 so odprli prvo moderno športno dvorano, hotel, stadion, vrtce, šole in drugo, ki so bili zgrajeni, da bi dobili več prebivalcev. Pomembno močvirje Benska bara pri mestnem obrobju je postalo stanovanjska četrt in zgrajen je bil betonski most čez Savo za boljšo povezanost z okolico. Mesto je preseglo 75.000 prebivalcev in je sedaj med enimi od največjih mest v  Srbiji.

## Demografija
V naselju je ob popisu 2002 živelo 44.704 polnoletnih prebivalcev, pri čemer je bila njihova povprečna starost 39,0 leta (37,7 pri moških in 40,2 pri ženskah). Naselje je imelo 19.585 gospodinjstev, pri čemer je bilo povprečno število članov na gospodinjstvo 2,82.
|  | 16243 | 19894 | 30352 | 42075 | 52177 | 54637 | 55163 | 53919 | 51163 |
|  | 1948  | 1953  | 1961  | 1971  | 1981  | 1991  | 2002  | 2011  | 2022  |

Glede na rezultate popisa iz leta 2002 je to naselje večinoma srbsko.
| Etnična sestava po popisu iz leta 2002 | Etnična sestava po popisu iz leta 2002 | Etnična sestava po popisu iz leta 2002 | Etnična sestava po popisu iz leta 2002 | Etnična sestava po popisu iz leta 2002 |
| -------------------------------------- | -------------------------------------- | -------------------------------------- | -------------------------------------- | -------------------------------------- |
| Srbi                                   | Srbi                                   |                                        | 52.351                                 | 94,90%                                 |
| Muslimani                              | Muslimani                              |                                        | 489                                    | 0,88%                                  |
| Jugoslovani                            | Jugoslovani                            |                                        | 374                                    | 0,67%                                  |
| Romi                                   | Romi                                   |                                        | 151                                    | 0,27%                                  |
| Črnogorci                              | Črnogorci                              |                                        | 148                                    | 0,26%                                  |
| Hrvati                                 | Hrvati                                 |                                        | 107                                    | 0,19%                                  |
| Makedonci                              | Makedonci                              |                                        | 61                                     | 0,11%                                  |
| Madžari                                | Madžari                                |                                        | 50                                     | 0,09%                                  |
| Goranci                                | Goranci                                |                                        | 39                                     | 0,07%                                  |
| Slovenci                               | Slovenci                               |                                        | 19                                     | 0,03%                                  |
| Rusi                                   | Rusi                                   |                                        | 9                                      | 0,01%                                  |
| Ukrajinci                              | Ukrajinci                              |                                        | 8                                      | 0,01%                                  |
| Slovaki                                | Slovaki                                |                                        | 8                                      | 0,01%                                  |
| Romuni                                 | Romuni                                 |                                        | 8                                      | 0,01%                                  |
| Nemci                                  | Nemci                                  |                                        | 8                                      | 0,01%                                  |
| Bolgari                                | Bolgari                                |                                        | 8                                      | 0,01%                                  |
| Bošnjaki                               | Bošnjaki                               |                                        | 8                                      | 0,01%                                  |
| Čehi                                   | Čehi                                   |                                        | 5                                      | 0,00%                                  |
| Rusini                                 | Rusini                                 |                                        | 5                                      | 0,00%                                  |
| Albanci                                | Albanci                                |                                        | 4                                      | 0,00%                                  |
| Bunjevci                               | Bunjevci                               |                                        | 2                                      | 0,00%                                  |
| Neznano                                | Neznano                                |                                        | 759                                    | 1,37%                                  |

### Znani ljudje, ki so bili povezani s Šabcem
- Jevrem Obrenović
- Stojan Novaković
- Milić Stanković
- Kosta Abrašević
- Ljubiša Jovanović
- Vladimir Jovanović
- Mileva Einstein
- Dragan Penjin
- Krstivoje Ilić
- Branimir Ćosić
- Dr. Andra Jovanović
- Robert Tolinger
- Janko Veselinović
- Laza Lazarević
- Đorđe Nešić
- Vladimir Stanimirović
- Šaban Šaulić
- Ana Bekuta
- Ognjen Amidžič
- Slavica Ćukteraš
- Miroslav Djukić
- Veselin Vujović
- Mile Isaković
- Ljuba Aličić
- Rade Lacković
- Milić Stanković

### Znameniti ljudje, rojeni v Šabcu
- Janko M. Veselinović
- Vladimir M. Jovanović
- Laza K. Lazarević
- Stojan Novaković
- Milorad S. Popović
- Vladimir Stanimirović
- Stanislav Vinaver
- Đorđe Nešić

## Kultura in umetnost
- Šabska knjižnica
- Šabsko gledališče
- Narodni muzej Šabac
- Medobčinski zgodovinski arhiv
- Kulturni center
- Kulturni dom Prnjavor
- Kulturno in umetniško društvo Abrašević
- Združenje likovnikov Šabca
- Združenje književnikov Šabca
- Popularna glasba in skupine v Šabcu

## Gospodarstvo
Šabac je bil eno najbolj gospodarsko razvitih mest v bivši Jugoslaviji, do 1990, ko je razpadlo podjetje Kemijska industrija "Zorka", ki je bila takrat glavno podjetje v Šabcu.

## Šport
- FK Mačva Šabac
- Rokometni klub Meteloplastika
- Boksarski klub Šabac
- Vaterpolo klub Šabac
- Ženski rokometni klub Medicinar

## Mediji

### Televizije
- TV Šabac
- TV AS
- TV Vikom
- TV Čivija

### Radijske postaje
- Radio Šabac
- Radio AS
- Radio Čivija
- Radio Vikom
- Radio Roda
- Radio Skala
- Radio Kruna

### Časopisi
- Glas Podrinja
- Podrinske
- Šabačka Revija
- Sport Podrinja

## Šolstvo

### Osnovne šole
- OŠ "Sele Jovanović
- OŠ "Nikolaj Velimirović"
- OŠ "Vuk Karadžić"
- OŠ "Stojan Novaković"
- OŠ "Nata Jeličić"
- OŠ "Janko Veselinović"
- OŠ "Laza Lazarević"

### Srednje šole
- Šabska gimnazija
- Srednja kmetijska šola
- Medicinska srednja šola Dr. Andra Jovanović
- Srednja ekonomska in komercialna šola
- Srednja kemijska in tekstila šola
- Srednja tehniška šola
- Srednja glasbena šola Mihailo Vukdragović
- Srednja umetnostna šola

## Pobratena mesta
- Argostoli
- Fujima
- Kirjata Ata